# Ford Taunus
Ford Taunus je rodinný vůz s pohonem zadní nápravy (některé verze měly pohon nápravy přední) prodávaný v Německu a dalších zemích. Modely od roku 1970 byly podobné Fordu Cortina ve Spojeném království. Modelová řada byla pojmenována podle pohoří Taunus v Německu. Vyráběl se v letech 1939–1982.

## Varianty

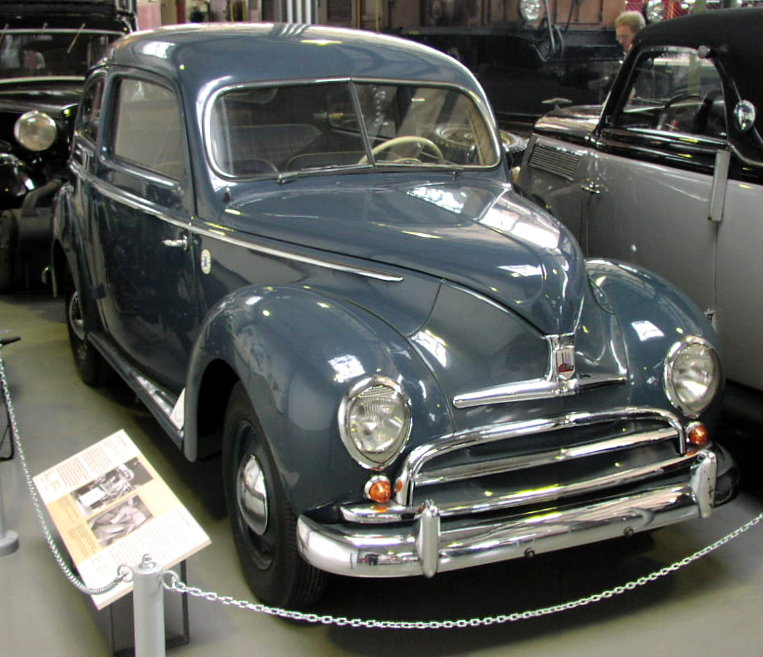
G73/93A

- Ford Taunus G73A (1939-1942)
- Ford Taunus G93A (1948-1952)

### M-Serie (1952-1971)

#### První Generace
- Ford Taunus 12M (1952-1959)
- Ford Taunus 15M (1955-1959)
- Ford Taunus 17M(P2) (1957-1960)

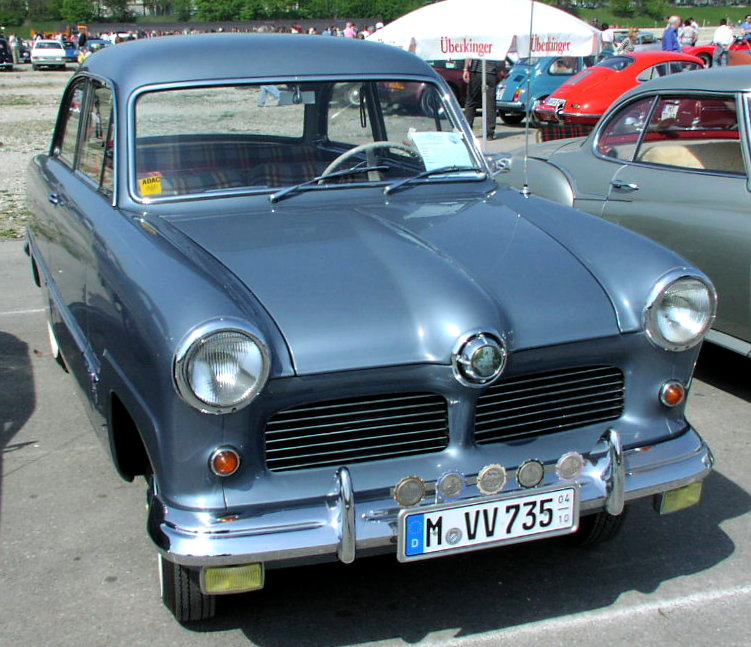
Taunus 12M
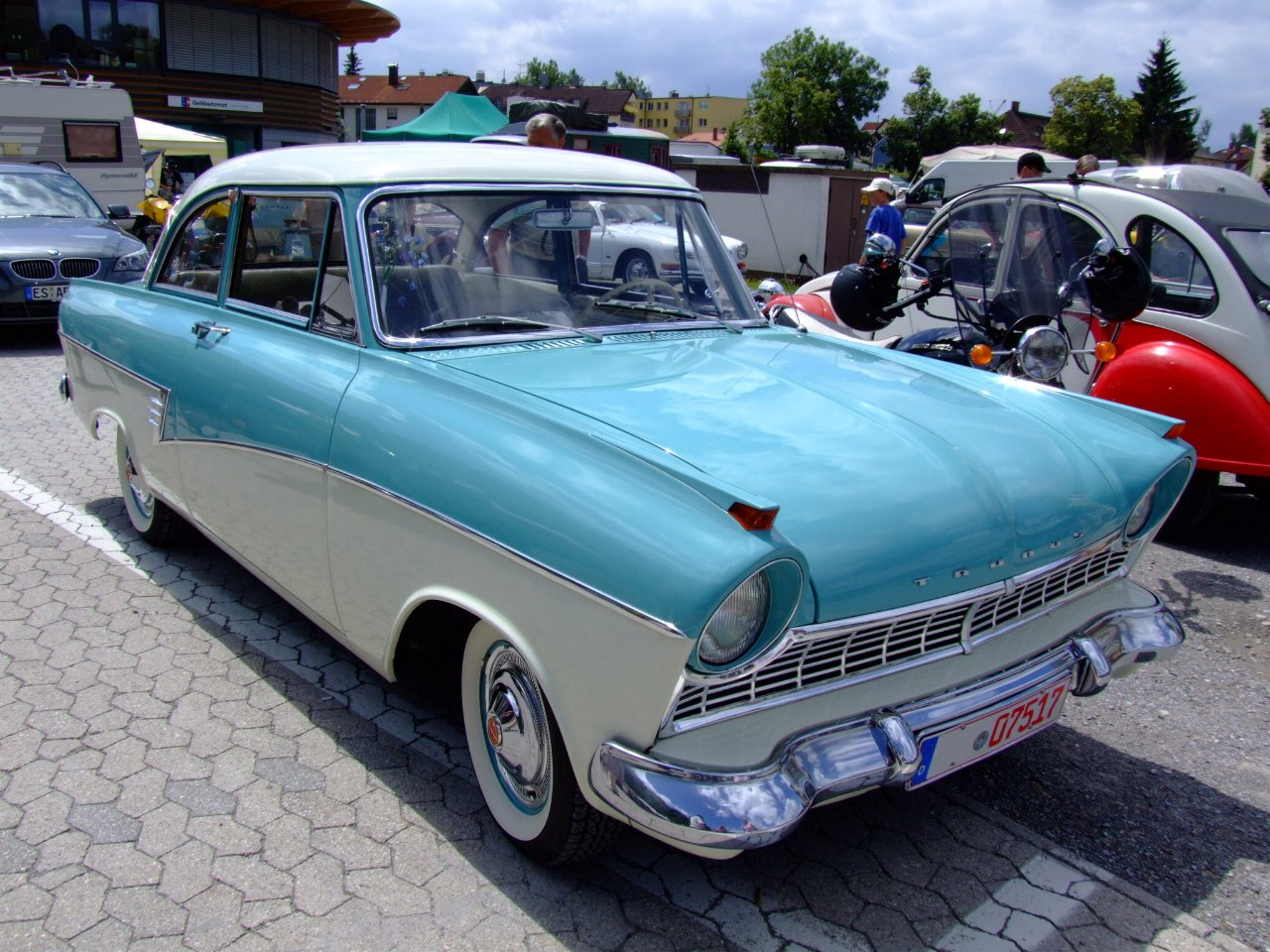
Taunus 17M

#### Druhá Generace
- Ford Taunus 12M (1959-1962)
- Ford Taunus 17M(P3) (1960-1964)

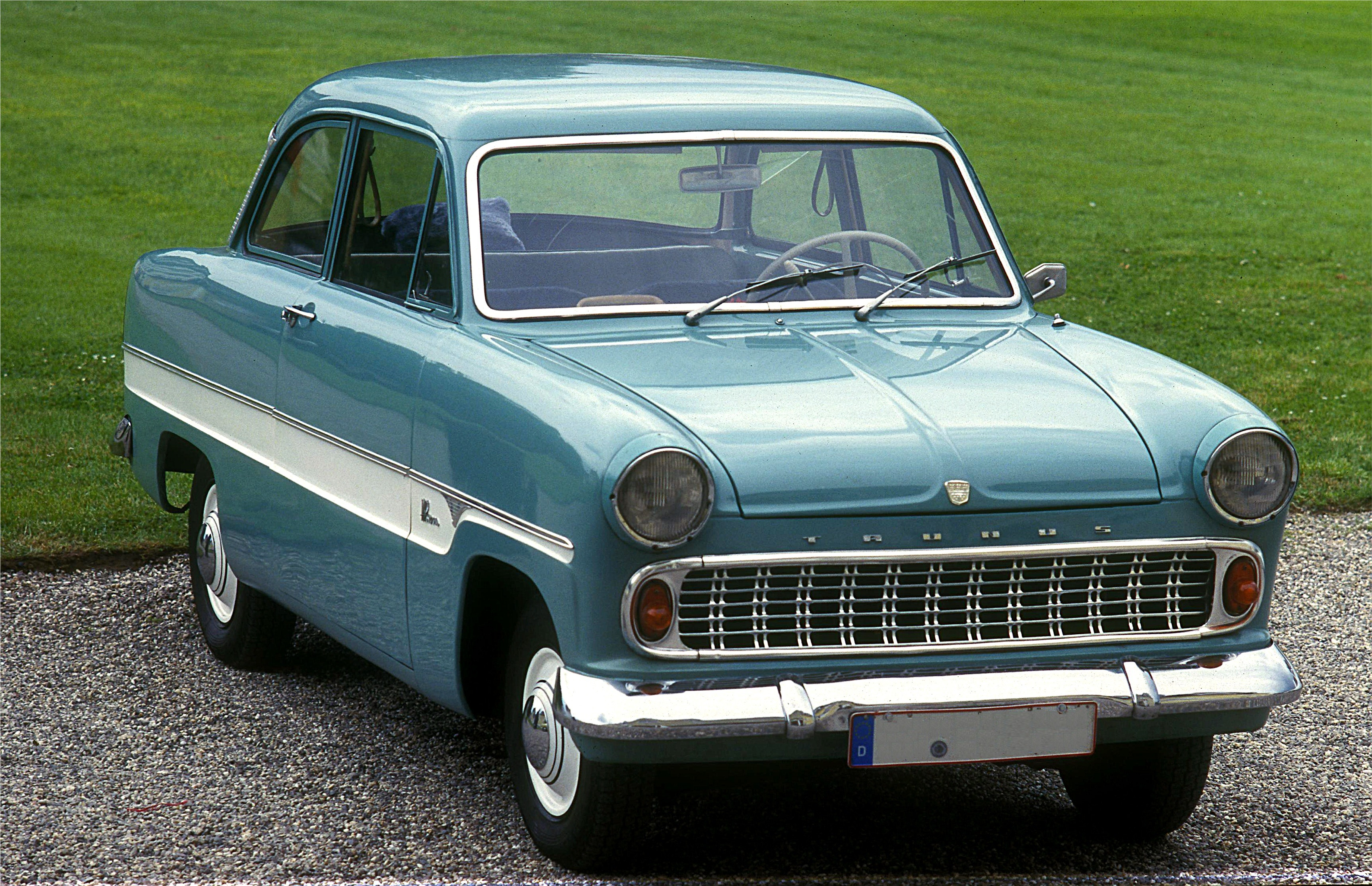
Taunus 12M
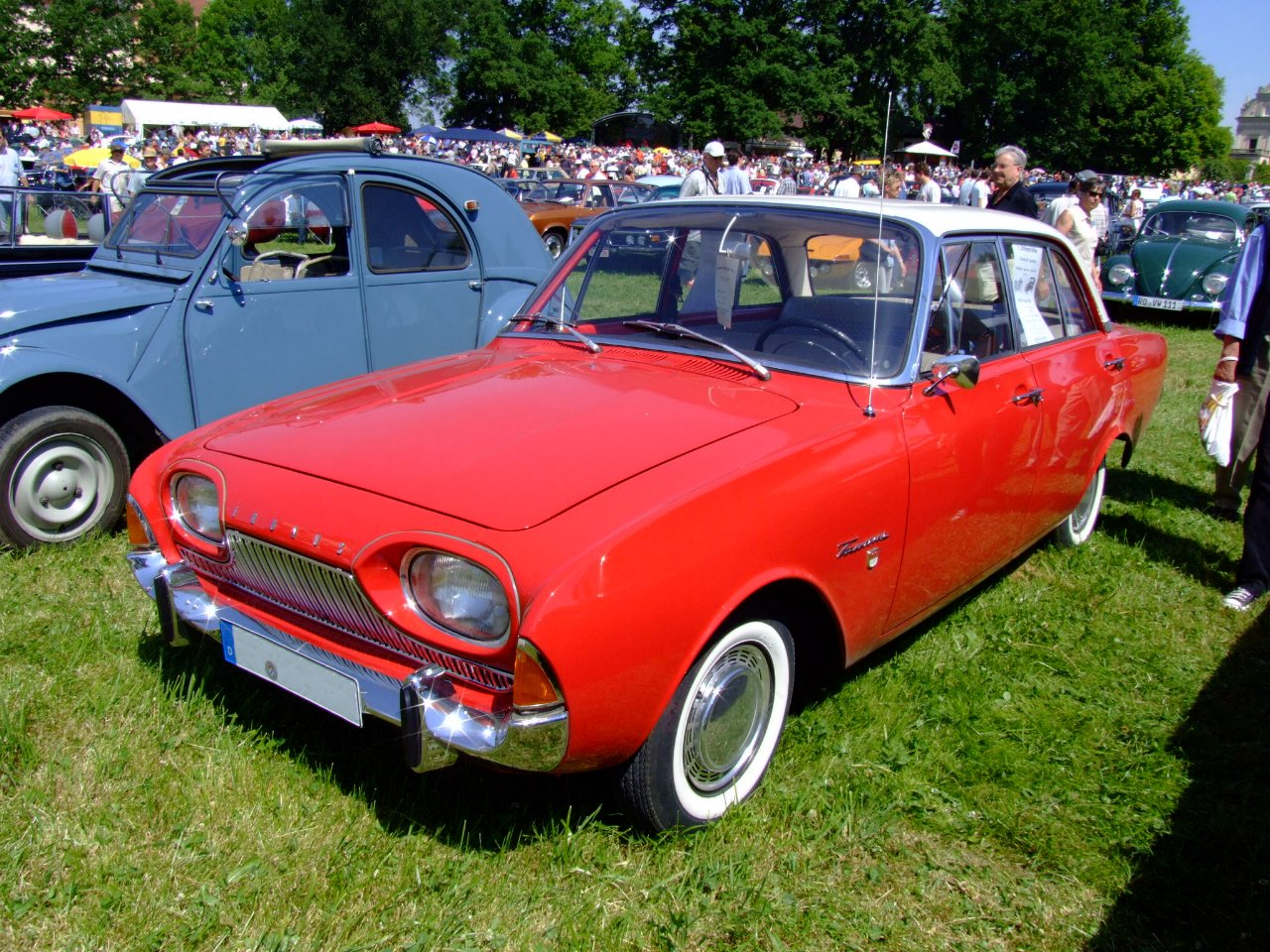
Taunus 17M

#### Třetí Generace
- Ford Taunus 12M(P4) (1962-1966)
- Ford Taunus 17M(P5) (1964-1967)
- Ford Taunus 20M(P5) (1964-1967)

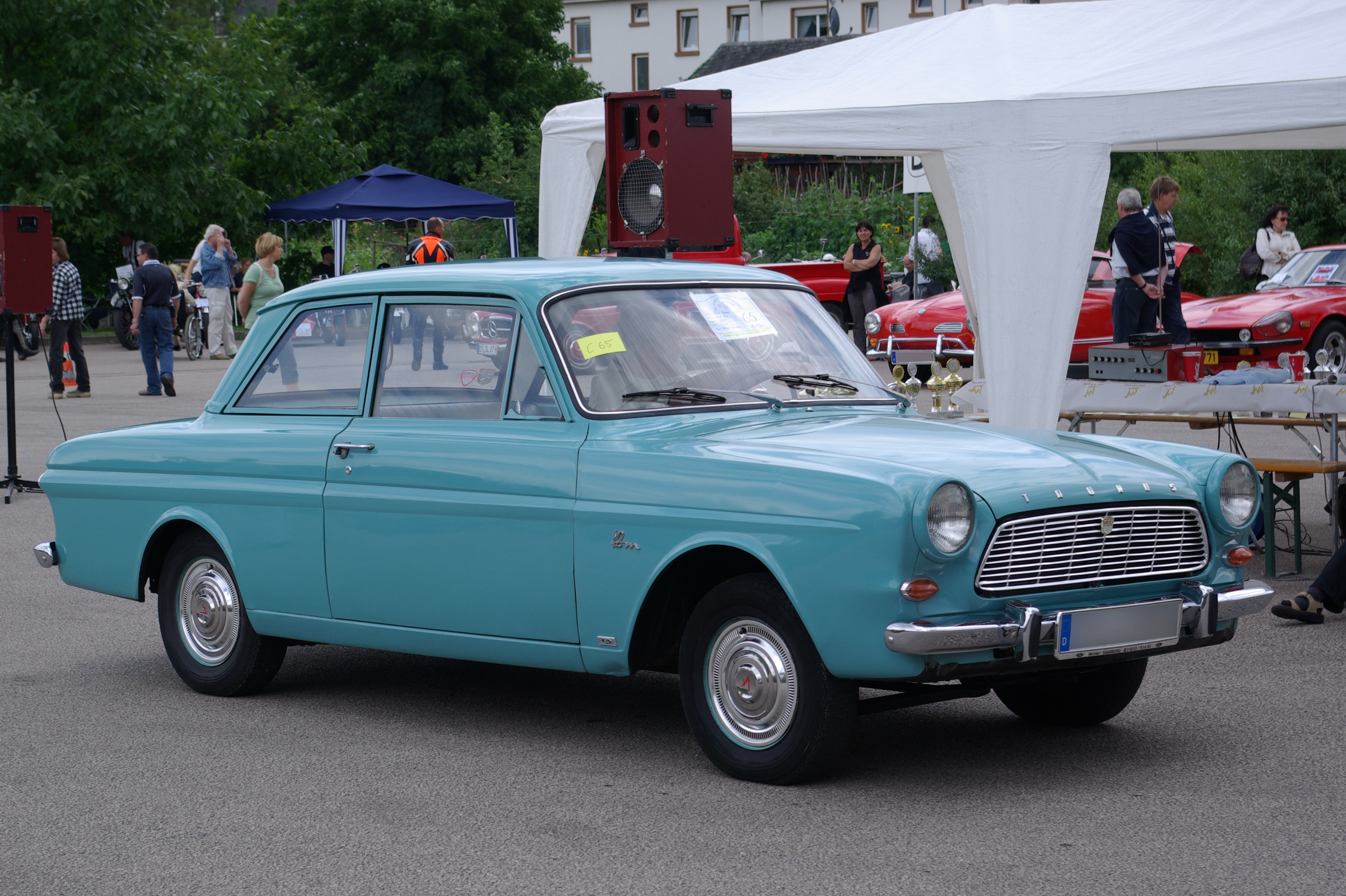
Taunus 12M
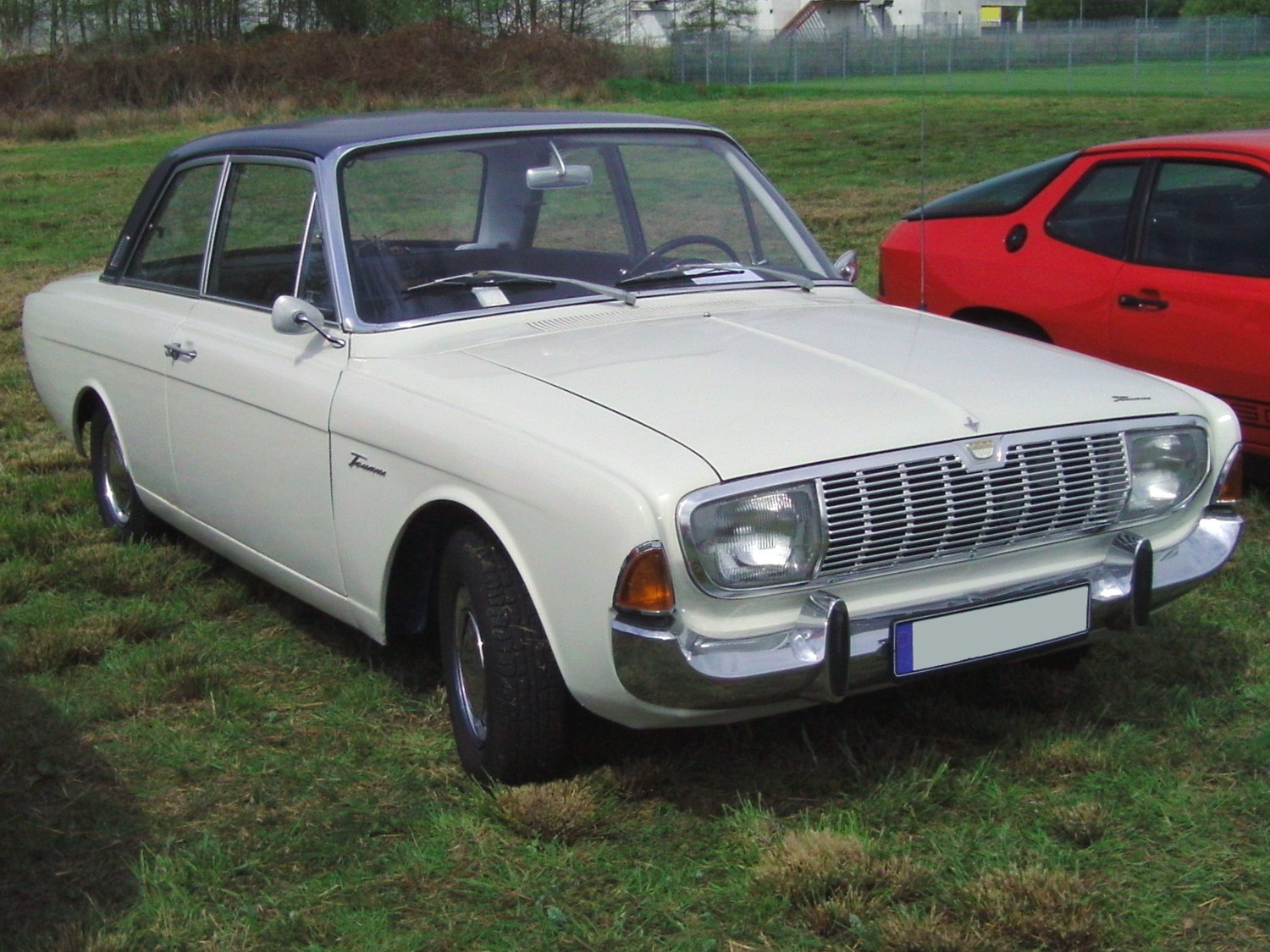
Taunus 17M
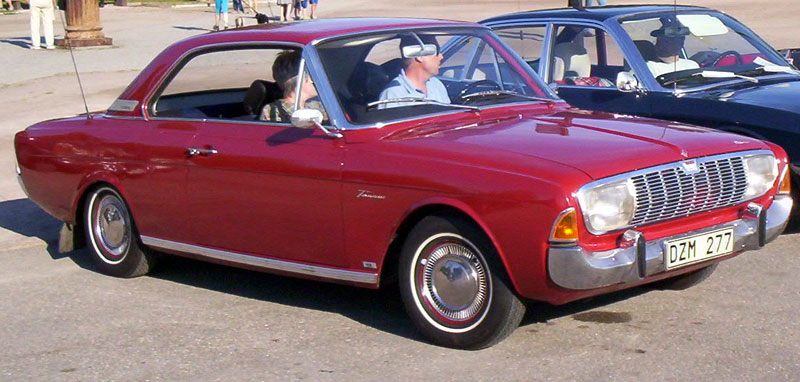
Taunus 20M

#### Čtvrtá Generace
- Ford Taunus 12M(P6) (1966-1970)
- Ford Taunus 15M(P6) (1966-1970)
- Ford Taunus 17M(P7) (1967–1968)
- Ford Taunus 20M(P7) (1967–1968)

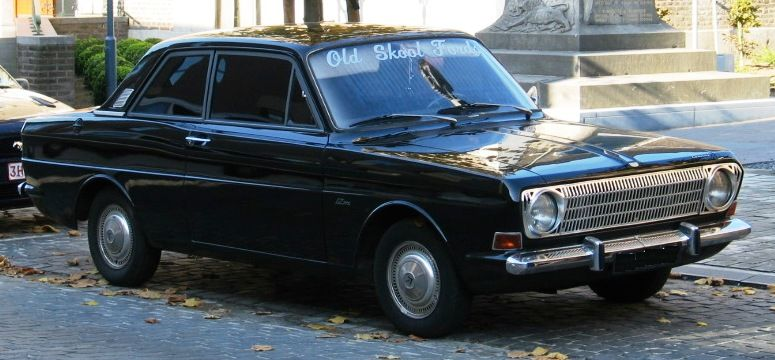
Taunus 12M
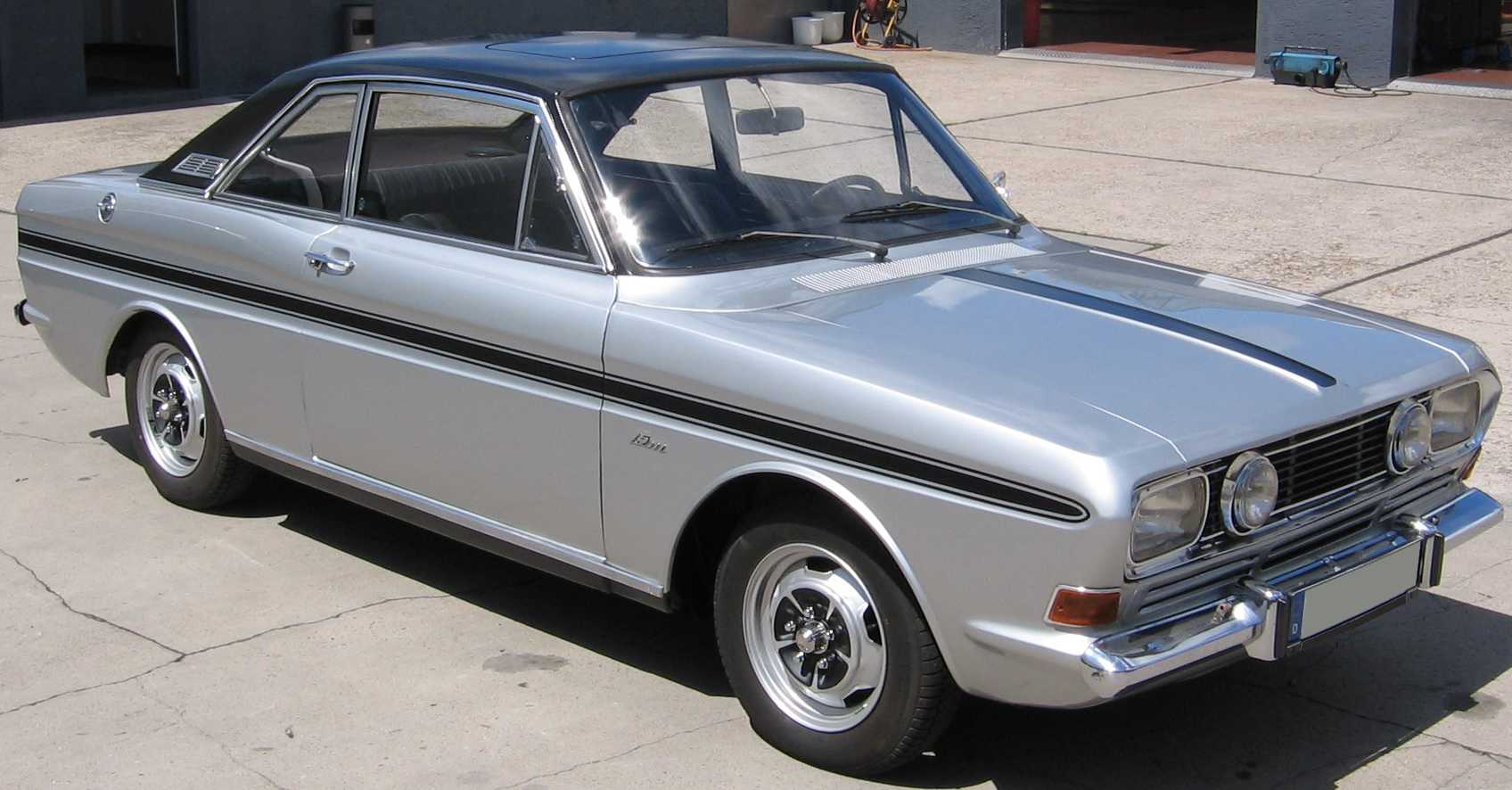
Taunus 15M
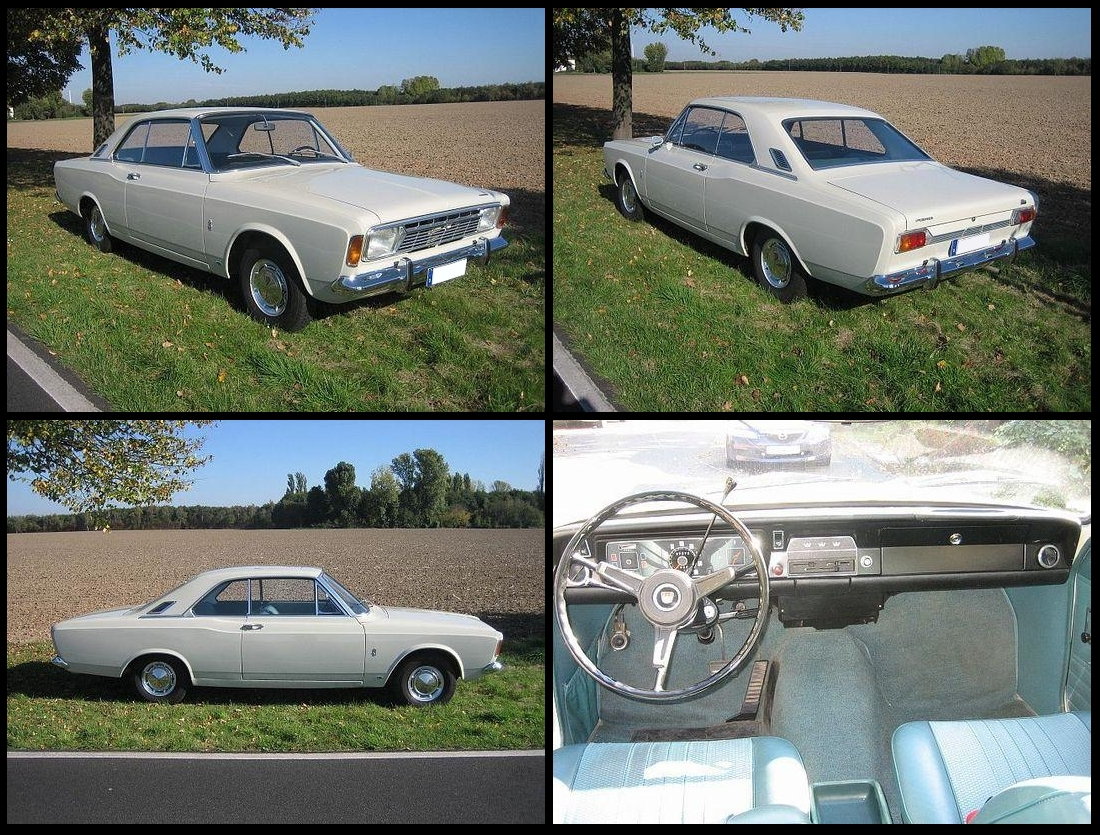
Taunus 17M
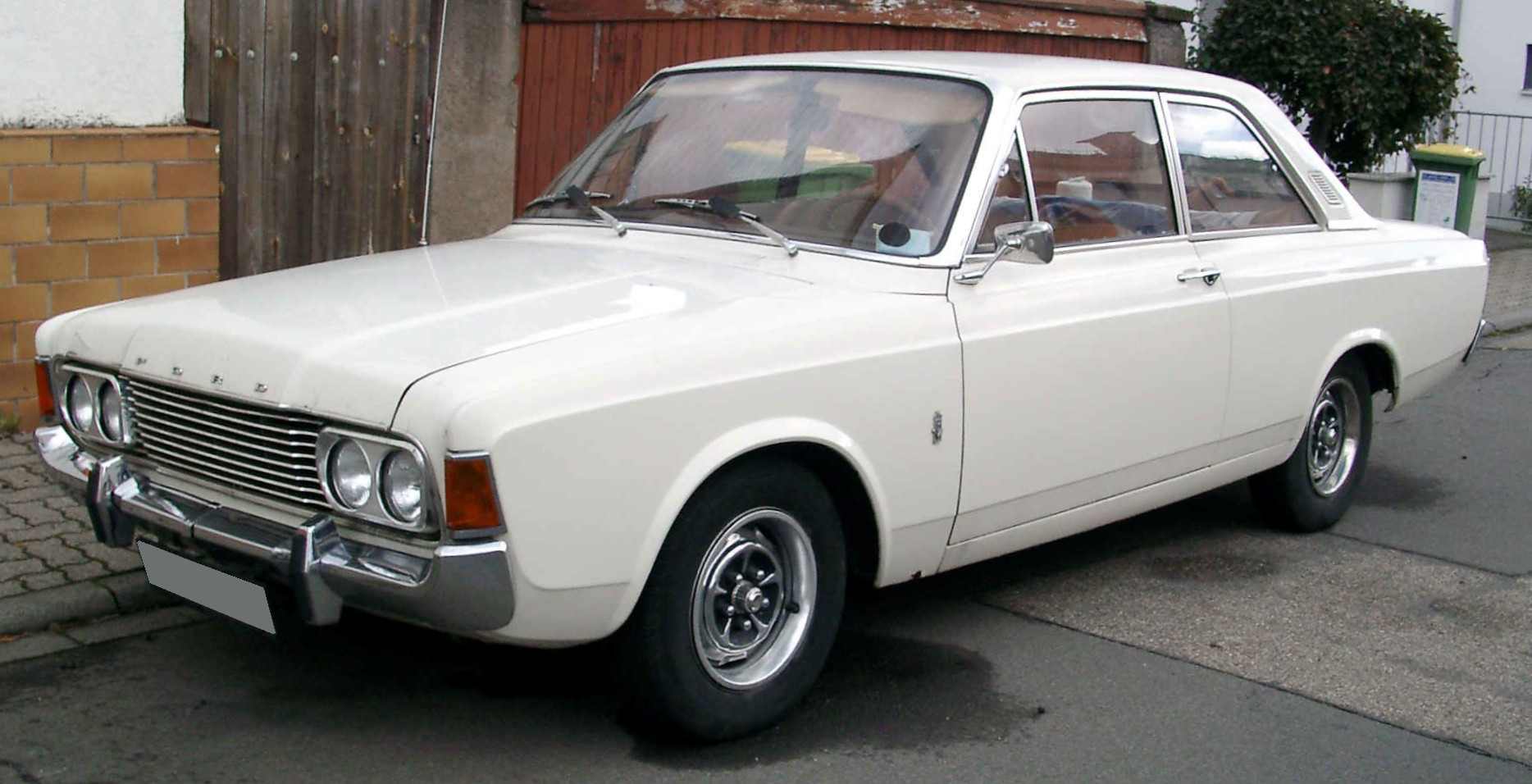
Taunus 20M

#### Pátá Generace
- Ford Taunus 17M(P7.2) (1968–1971)
- Ford Taunus 20M(P7.2) (1968–1971)
- Ford Taunus 26M (1969–1971)

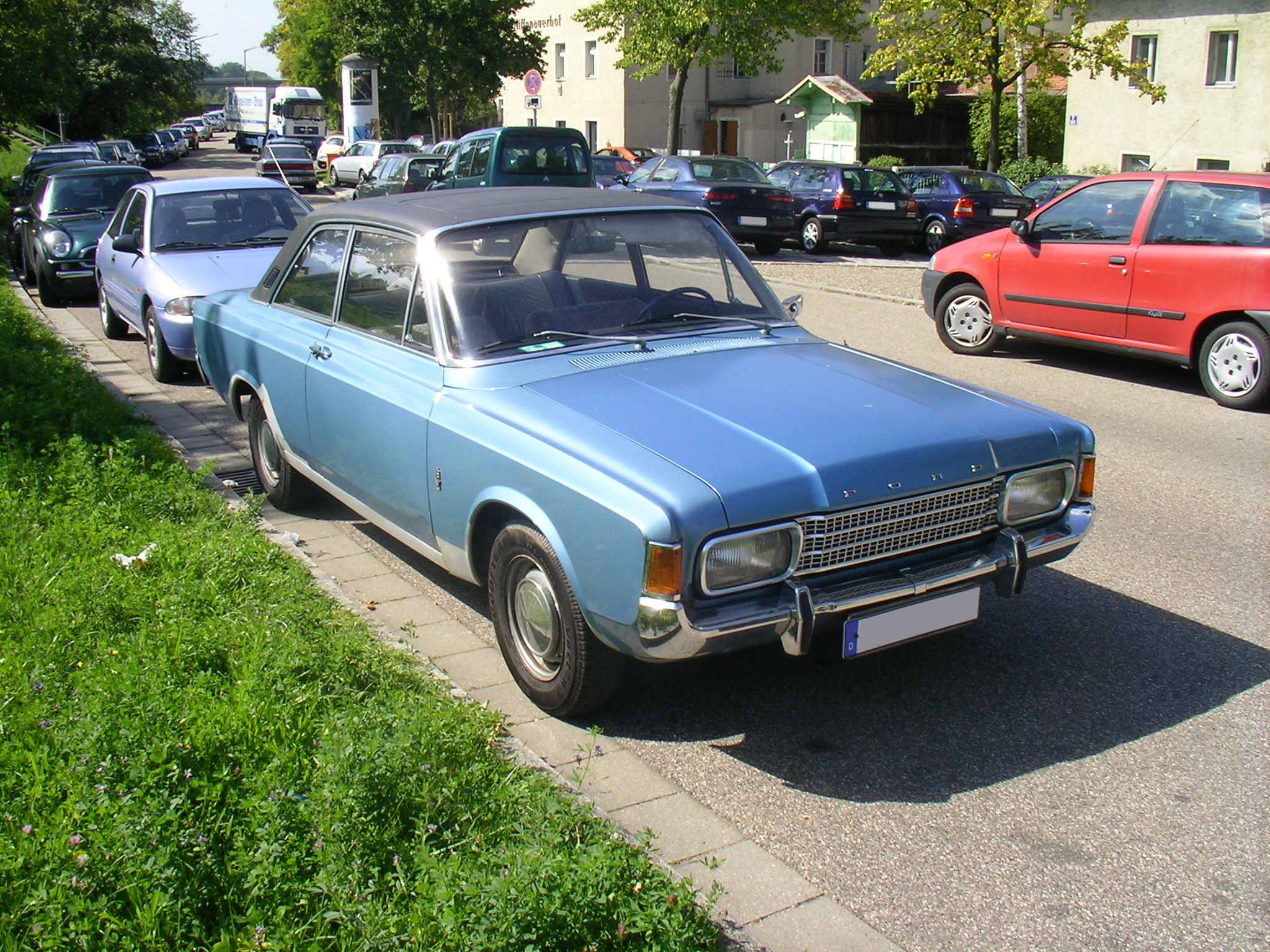
Taunus 17M
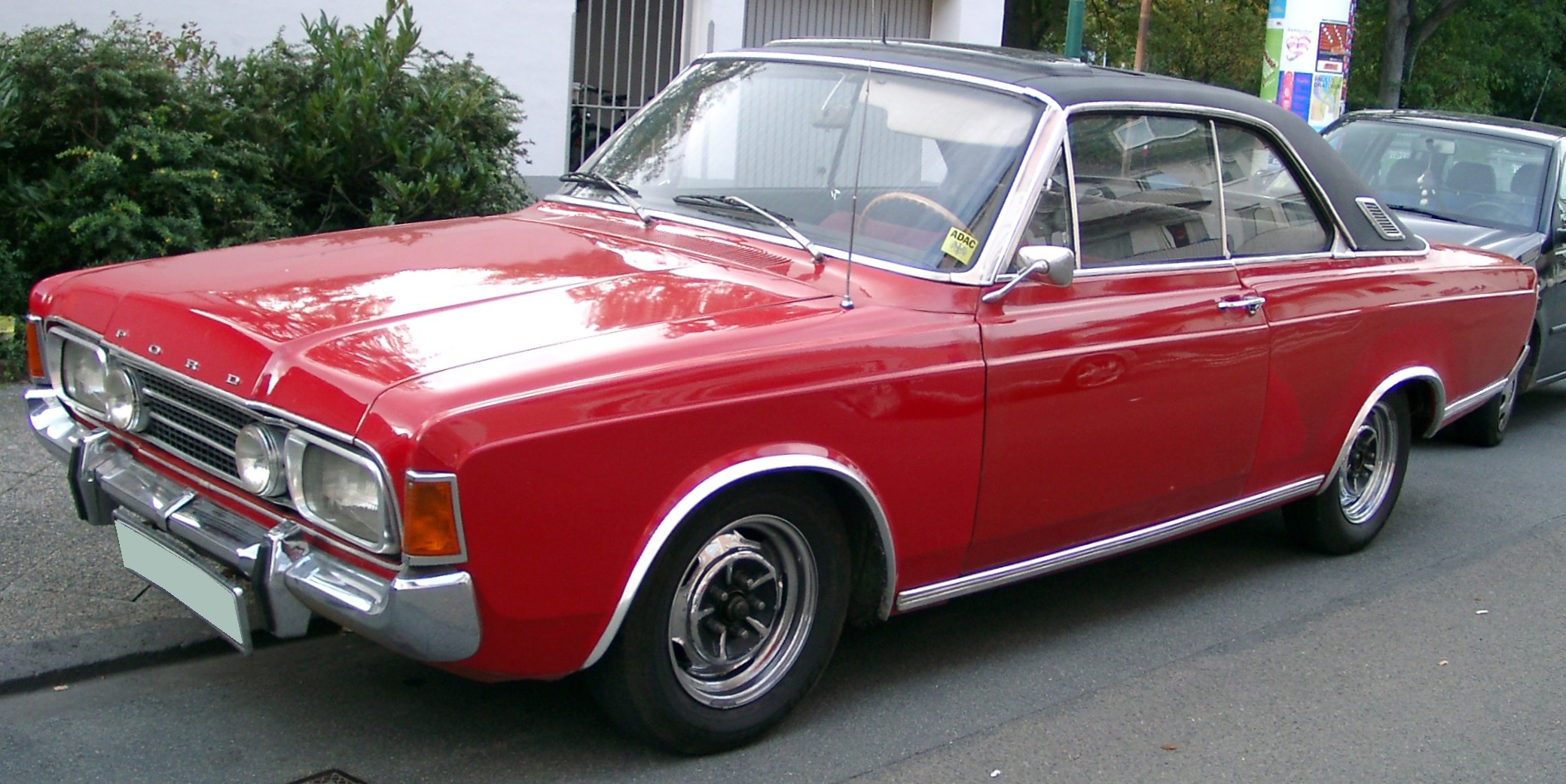
Taunus 20M
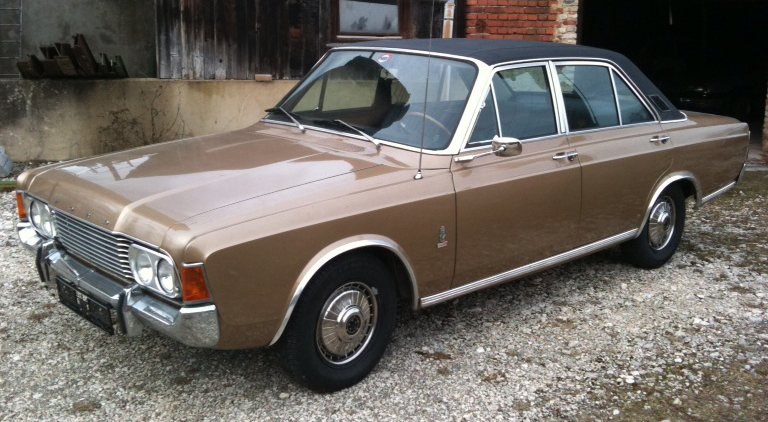
Taunus 26M

### Taunus-Cortina (1970-1982)

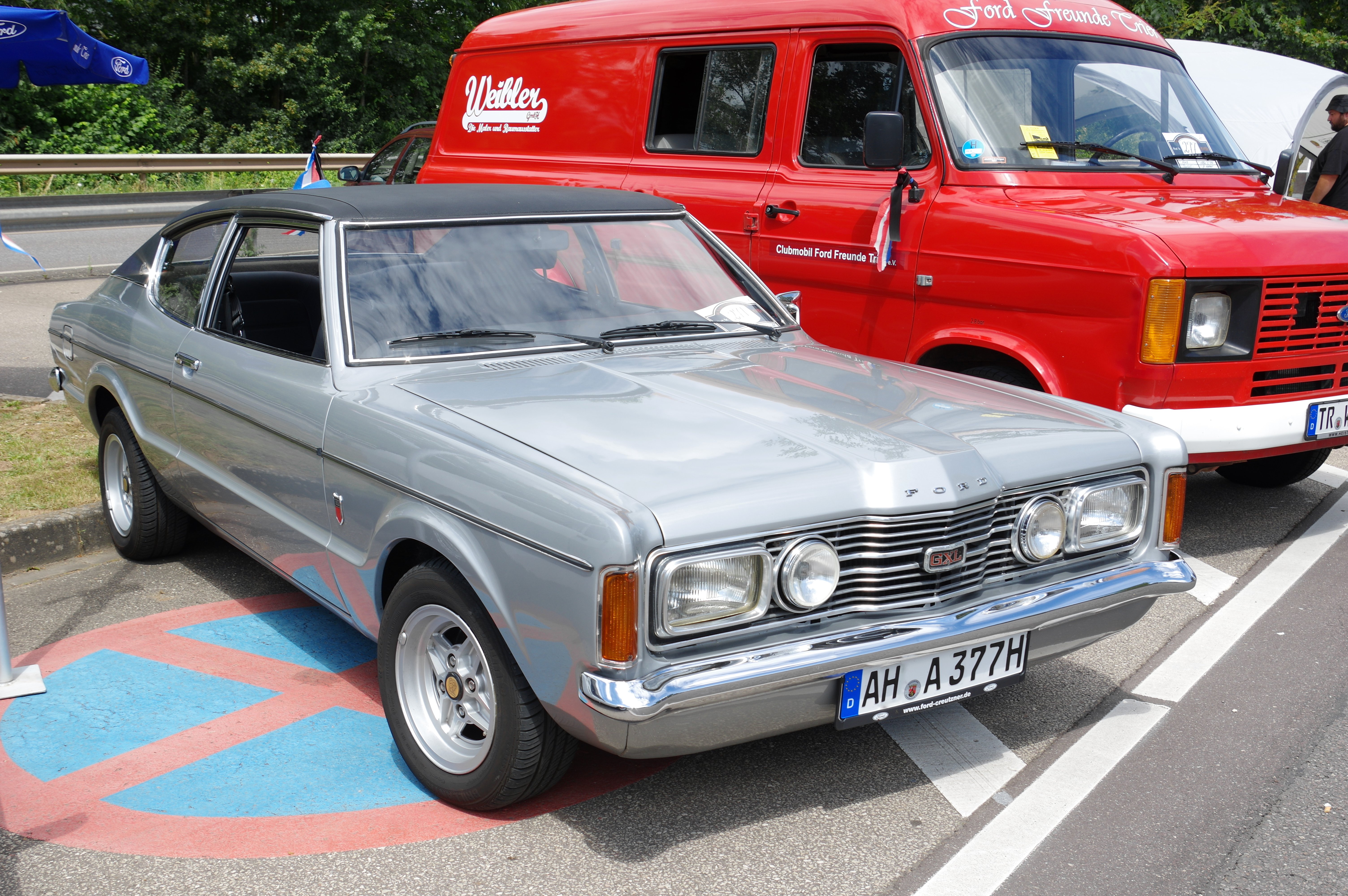
Taunus TC I.

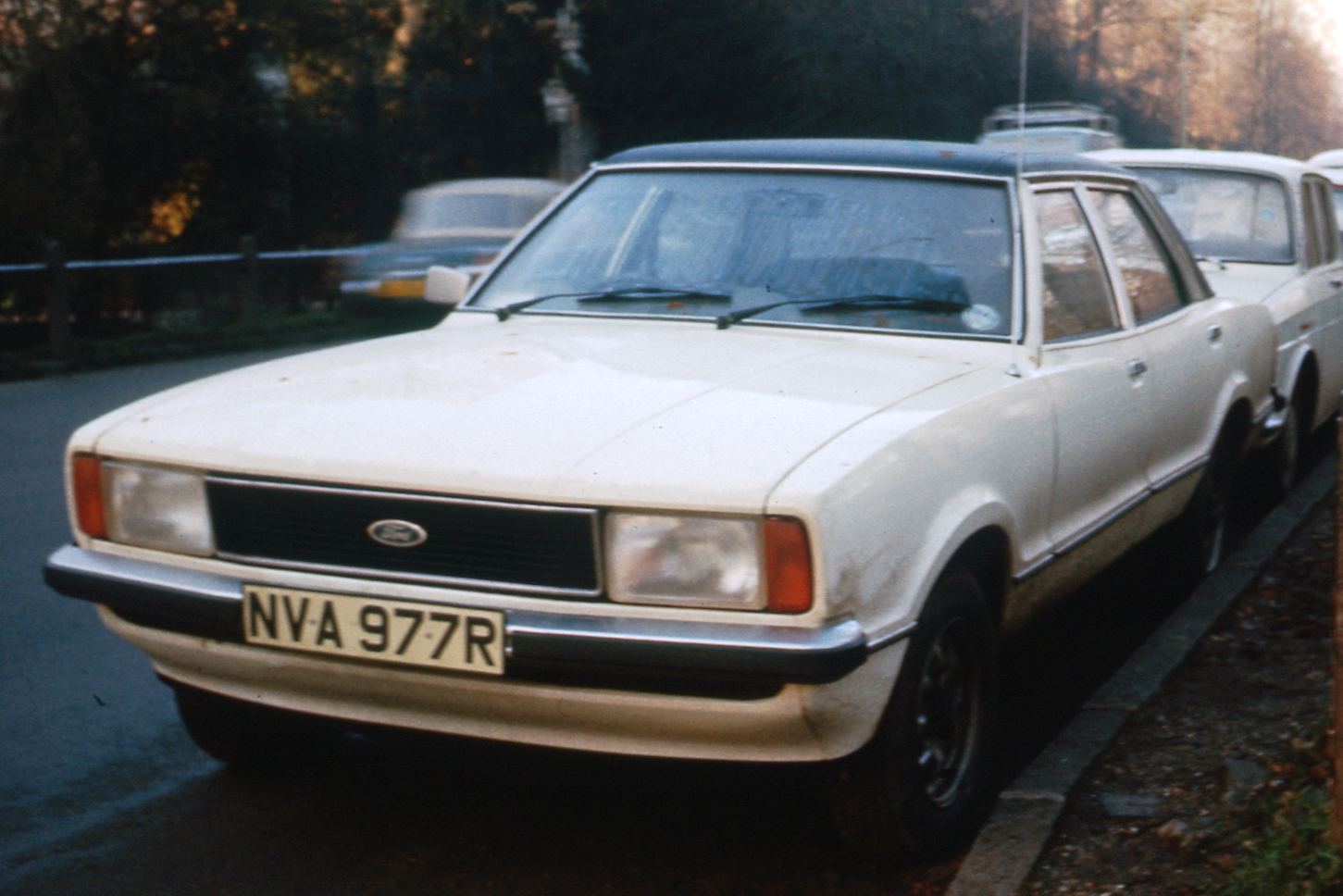
Taunus TC II.

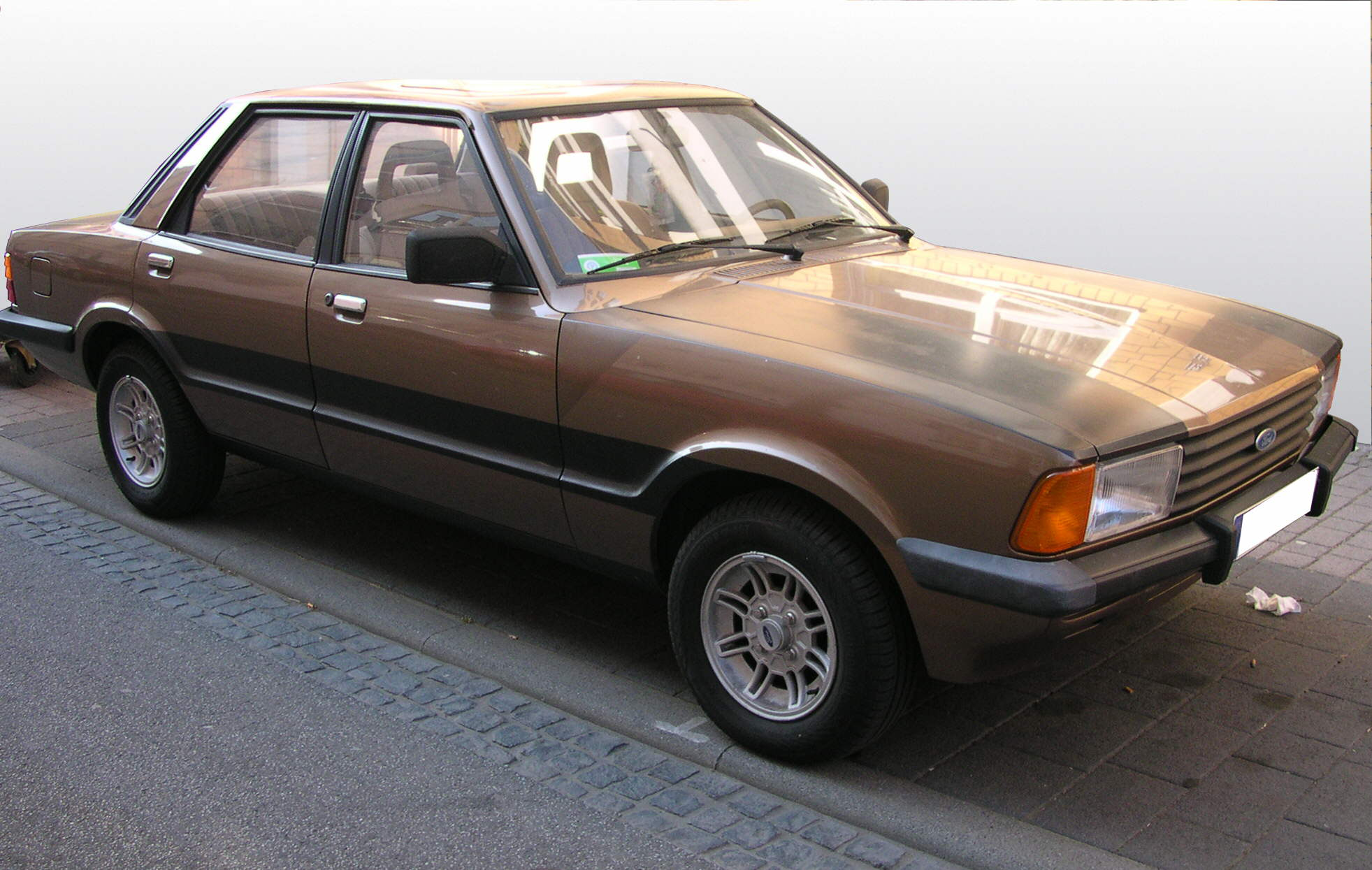
Taunus TC III.

- Ford Taunus TC – Ford Cortina Mark III (1970-1976) Oproti Cortině má jiný tvar blinkrů a další maličkosti.
- Ford Taunus TC II. – Ford Cortina Mark IV (1976-1979) Jediný rozdíl oproti Cortině je nápis Taunus.
- Ford Taunus TC III. – Ford Cortina Mark V (1979-1982) Jediný rozdíl oproti Cortině je nápis Taunus.

1976
leden: Vozidla z nové série Taunus jsou nabízeny v přepracované verzi označované jako Mk4 nebo TC II. 
Tento nový Taunus je o 25 mm vyšší, protože má jiný úhel sklonu hnací hřídele kvůli  omezení hlučnosti.
Přední partie je plochá, hladká, a má přední spoiler, který snižuje vztlak na přední nápravě.
Přední kapota je o 73 mm snížena  a přední část je rozšířena kvůli lepší deformační zóně.
Zadní okno je o 30% větší. Sériová výbava obsahuje automaticky navíjené bezpečnostní pásy.
Označení výbavy je: 
TAUNUS
L
GL
GHIA
S
Na výběr je 6 motorů, od 55 do 108 koní
1977
6 válcové motory mohou mít na přání servořízení
Četné zlepšování detailů, jedním z nich je například tlumení ložiska na řadicí páce
1978
od března platí nové termíny kontrol, intervaly mohou být zdvojnásobeny z 10 000 km na 20 000 km
1979
leden: také na zadní sedačky jsou sériově montovány automaticky navíjené bezpečnostní pásy mimo břišní pás pro prostřední sedadlo
září: přepracovaná modelová řada označovaná jako Mk5 nebo TC III. bude prezentována na IAA s novým karburátorem typ VV u motorů 1.3 a 1.6 při mírném zvýšení výkonu všech motorů kromě 90 PS V6, který jezdí na Normal benzín.
Bezkontaktní tranzistorové zapalování pro všechny V6 motory, samoseřizovací spojka, sériové olejové tlumiče, nové přední blinkry a zadní světla, lepší výhled přes zvětšené zasklení automobilu, vnitřní interiér se zlepšil, uchycení zámků předních bezpečnostních pásů se přemístilo z podlahy na rám sedačky.
1980
březen: na přání je montáž servořízení také pro motor 2.0 4válec
září: na přání montáž signalizace ekonomického provozu, ta spočívá v montáži dvou čidel, nastavených na rozdílný tlak, které snímají velikost podtlaku v sání a jejich signalizace na kontrolkách umístěných v horní části rychloměru.
Lepší zařízení různých modelů, například protihlukový kryt pod přední kapotou, halogenové přední světlomety pro Taunus výbava  L, kontrolka stavu hladiny brzdové kapaliny, otáčkoměr pro Taunus výbava GL  a mnoho dalších jako odpověď na kompletní nabídky od japonských výrobců
1981
březen: Oživení trhu s laciným speciálním  modelem Taunus Festival, sériově s motorem 1.6 výkon 72 PS, silnější motory  a automatická převodovka byly za příplatek.
září: Speciální model Taunus Favorit s motorem 1.6 v základní výbavě a s lepší výbavou oproti minulým modelům jako např. ráfky 5,5 palců, pneumatiky 185/70, osvětlení kufru a motorového prostoru, optické úpravy pro lepší vzhled a rozšířené vybavení modelu L.
dostupné karosářské varianty byly 2- a 4- dveřové limuzíny a také jako kombi Favorit Turnier
V září 1982 model Taunus ukončil výrobu, nastoupil nový model Ford Sierra.